# Licynia Eudoksja
Licynia Eudoksja (ur. 422, zm. 462) – córka Greczynki Ateny Eudokii i cesarza wschodniorzymskiego Teodozjusza II, żona cesarza rzymskiego Walentyniana III. 
Z Walentynianem miała dwie córki:
- Eudokia, została obiecana przez Walentyniana Hunerykowi i została jego żoną po zwycięskim najeździe Wandalów na Rzym. Miała z nim syna Hilderyka, była także żoną Palladiusza, syna cesarza Petroniusza Maksymusa.
- Placydia, została żoną cesarza Olibriusza.

## Wywód przodków
| 4. Arkadiusz     |  |                  |  |  |                     |
|                  |  | 2. Teodozjusz II |  |  |                     |
| 5. Aelia Eudokia |  |                  |  |  |                     |
|                  |  |                  |  |  | 1. Licynia Eudoksja |
| 6. Leoncjusz     |  |                  |  |  |                     |
|                  |  | 3. Atena Eudokia |  |  |                     |
| 7. NN            |  |                  |  |  |                     |
|                  |  |                  |  |  |                     |